# Ion I. Câmpineanu
Ioan I. Câmpineanu (Bucarest, 1841-Bucarest, 1888) fue un político rumano.

## Biografía
Compartía nombre con su padre, Ioan Câmpineanu. Nacido en Bucarest en 1841, según Rosetti el día 1 de octubre, estudió en París, de donde regresó a su país natal con el título de doctor en Derecho. Ocupó durante un tiempo un cargo en la magistratura, que abandonó para participar en las luchas políticas como miembro del partido liberal. Asumió la cartera de Justicia el 27 de enero de 1877 hasta el 26 de agosto del mismo año cuando pasó a la de Hacienda, luego el 25 de noviembre de 1878 asumió la cartera del Ministerio de Relaciones Exteriores. Dimitió junto con todo el gabinete el 11 de julio de 1879, reingresó al ministerio el 25 de febrero de 1880 en el departamento de Finanzas. El 16 de julio de 1880 fue nombrado gobernador del Banco Nacional, donde trabajó hasta el 11 de octubre de 1882, cuando dimitió para reincorporarse al ministerio en el departamento de Comercio. En 1885 pasó a ocuparse de Asuntos Exteriores y dimitió ese mismo año. Desde el 21 de noviembre de 1886 y hasta marzo de 1888 ejerció como alcalde de Bucarest, y el 23 de febrero de 1888 fue nuevamente designado gobernador del Banco Nacional, donde trabajó hasta su muerte, acaecida en Bucarest en noviembre de 1888. Fue varias veces diputado y vicepresidente de la Cámara.